# Selecció de futbol de Vanuatu
La selecció de futbol de Vanuatu és l'equip nacional de futbol de Vanuatu i és controlada per la Federació de Futbol de Vanuatu. La selecció vanuatuenca ha participat vuit cops en la Copa de Nacions de l'OFC, quedant quarta el 1973, el 2000, el 2002 i el 2008. Als Jocs del Pacífic ha estat subcampió un cop, el 1971.

## Resultats

### Copa del Món
- 1930 a 1990 — No participà
- 1994 a 2014 — No es classificà

### Copa de Nacions de l'OFC
- 1973 — Quart lloc
- 1980 — Primera fase
- 1996 — No es classificà
- 1998 — Primera fase
- 2000 — Quart lloc
- 2002 — Quart lloc
- 2004 — Primera fase
- 2008 — Quart lloc
- 2012 — Primera fase
- 2016 —

### Jocs del Pacífic
- 1963 — Primera fase
- 1966 — Tercer lloc
- 1969 — Cinquè lloc
- 1971 — Subcampió
- 1975 — Primera fase
- 1979 — Quarts de final
- 1983 — Primera fase
- 1987 — Quart lloc
- 1991 — Quart lloc
- 1995 — Quart lloc
- 2003 — Tercer lloc
- 2007 — Tercer lloc
- 2011 — Primera fase
- 2015 —

### Copa de Melanèsia
- 1988 — Quart lloc
- 1989 — Cinquè lloc
- 1990 — Campió
- 1992 — Quart lloc
- 1994 — Cinquè lloc
- 1996 — Tercer lloc
- 1998 — Subcampió
- 2000 — Tercer lloc